# Geum involucratum
Geum involucratum là loài thực vật có hoa trong họ Hoa hồng. Loài này được Jussieu mô tả khoa học đầu tiên.